# ياكوب ماريك
ياكوب ماريك (بالتشيكية: Jakub Marek)‏ هو لاعب هوكي الجليد تشيكي، ولد في 22 يونيو 1991 في تشيسكي بوديوفيتسه في التشيك.

## وصلات خارجية
- ياكوب ماريك على موقع EliteProspects.com (الإنجليزية)
- ياكوب ماريك على موقع HockeyDB.com (الإنجليزية)